# Irving Rapper
Irving Rapper (ur. 16 stycznia 1898 w Londynie; zm. 20 grudnia 1999 w Los Angeles) – amerykański reżyser filmowy pochodzenia brytyjskiego.

## Wybrana filmografia
- Trzy kamelie (1942)
- Błękitna rapsodia (1945)
- Kukurydza jest zielona (1945)
- Oszustwo (1946)
- Szklana menażeria (1950)
- Zawsze kobieta (1953)
- Marjorie Morningstar (1958)
- Cud (1959)
- Poncjusz Piłat (1962)